# Pena de muerte en Ucrania
La pena de muerte fue abolida en Ucrania en el año 2000. En 1995 Ucrania ingresó al Consejo de Europa y por lo tanto se vio obligada a abolir la pena de muerte. La Rada Suprema introdujo enmiendas al Código Penal vigente en el 2000, según las cuales se retiró la “pena de muerte” de la lista de castigos oficiales de Ucrania. Ucrania llevó a cabo su última ejecución en 1997 según Amnistía Internacional.

## Historia
La pena capital en Ucrania existió poco después de la caída del Imperio ruso en 1917. Entre la lista de personas conocidas que fueron ejecutadas por las autoridades ucranianas fue el militar y criminal de guerra Ivan Samosenko.
En 1995, Ucrania ingresó al Consejo de Europa y una de las obligaciones que tuvo que asumir con este acto fue abolir la pena de muerte. La Rada Suprema emprendió pequeñas acciones para hacerlo hasta septiembre de 1998 después de la presión internacional del Consejo de Europa y la Unión Europea.  A petición de los diputados del pueblo de Ucrania, Corte Constitucional declaró inconstitucional la pena de muerte en diciembre de 1999. La Rada Suprema introdujo enmiendas al Código Penal vigente en abril de 2000 que retiró la pena capital de la lista de castigos oficiales de Ucrania (en tiempos de paz y de guerra).
Ucrania fue el último Estado miembro del Consejo de Europa que solía ser parte del Bloque Oriental en abolir la pena de muerte para todos los crímenes.

## Política
Cuerpo Nacional, un partido político ucraniano ultraderechista y calificado de filonazi por su ideología, apoya la reintroducción de la pena de muerte.

## Reintroducción en las Repúblicas Populares de Donetsk y Lugansk
La República Popular de Donetsk , un estado parcialmente reconocido, introdujo la pena de muerte en 2014 para casos de traición, espionaje, y asesinato de líderes políticos. Ya había habido acusaciones de que se estaban produciendo ejecuciones extrajudiciales.
La República Popular de Lugansk , el cual es también parcialmente reconocido, también ha reintroducido la pena capital.